# Hugo Dippe
Hugo Julius Gustav Dippe (geboren 21. Dezember 1855 in Tilsit als Gustav Julius Hugo Dippe; gestorben 1929 in Leipzig) war ein deutscher Arzt.

## Leben und Wirken
Er war der Sohn des Kreisrichters Hugo Ludwig Edgar Dippe und dessen Ehefrau Marie geborene Hausbrand. Seine Taufe fand am 4. März 1856 statt.
Dippe studierte Medizin an den Universitäten Halle-Wittenberg, Leipzig und Berlin, wo er hauptsächlich als Schüler von E. Wagner im Jahre 1880 zum Dr. med. promovierte. Danach war er von 1880 bis 1883 zunächst als Assistenzarzt an der Medizinischen Klinik, später dann von 1883 bis 1886 als Assistent an der Medizinischen Poliklinik in Leipzig tätig. Dort wurde er praktizierender Arzt und Vorsitzender des Ärztlichen Bezirks-Vereins Leipzig-Stadt. Ab 1886 war er hauptamtlicher Herausgeber von Schmidts Jahrbüchern der gesamten Medizin.
Er war ansässig in der Ferdinand-Rhode-Straße 18.

## Schriften (Auswahl)
Er war 1886 Herausgeber von Schmidt’s Jahrbücher der in- und ausländischen gesamten Medizin. Daneben verfasste er u. a. folgende Schriften:
- Die wichtigsten angeborenen Krankheitsanlagen, ihre Bedeutung und Bekämpfung. Max Hesse, Leipzig [1912] (= Max Hesses Bücherei des modernen Wissens, Bd. 3)
- Wie Studirt Man Medicin?, Und, wie Studirt Man Zahnheilkunde? 2018, ISBN 978-0-428-09664-9